# Gita (Izrael)
Gita (hebrejsky גיתה, v oficiálním přepisu do angličtiny Gitta) je vesnice typu společná osada (jišuv kehilati) v Izraeli, v Severním distriktu, v Oblastní radě Ma'ale Josef.

## Geografie
Leží v nadmořské výšce 432 metrů, v jihozápadní části Horní Galileji, cca 15 kilometrů od břehů Středozemního moře a 13 kilometrů od libanonských hranic. Gita je situována na zalesněných planinách nad kaňonem, kterým protéká vádí Nachal Kišor, jež tu ústí do Nachal Bejt ha-Emek. O něco dál k západu sem také ústí vádí Nachal Gita, které dalo vesnici její název. Západně od obce se při Nachal Bejt ha-Emek tyčí prudký svah Cukej Gita.
Obec se nachází cca 5 kilometrů jihozápadně od města Ma'alot-Taršicha, cca 108 kilometrů severovýchodně od centra Tel Avivu a cca 30 kilometrů severovýchodně od centra Haify. Obec Gita obývají Židé, přičemž osídlení v tomto regionu je etnicky smíšené. V okolních obcích je většinové zastoupení izraelských Arabů (město Jirka a bývalé velké město Šagor) a Drúzů (město Januch-Džat). Mezi nimi jsou ovšem rozptýlené menší židovské vesnice.
Gita je na dopravní síť napojena pomocí lokální silnice, která vede do sousední obce Januch-Džat.

## Dějiny
Gita byla založena v roce 1980. Vznikla s podporou Židovské agentury v rámci programu ha-Micpim be-Galil (המצפים בגליל, doslova „Galilejské vyhlídky“), který v Galileji vytvářel nové vesnice, jež měly posílit židovské demografické pozice v oblastech s dosavadní převahou Arabů. Po založení ale zakladatelské osadnické jádro novou vesnici pro sociální a ekonomické obtíže opustilo. Gita pak byla nově osídlena až roku 1993. Usadila se zde skupina židovských přistěhovalců ze zemí bývalého SSSR.
Vesnice se chce zaměřovat na turistický ruch. V obci fungují zařízení předškolní péče o děti. Základní škola je v osadě Becet. Většina služeb se nachází v nedalekém židovském městě Kfar Vradim.

## Demografie
Obyvatelstvo osady Gita je sekulární. Podle údajů z roku 2014 tvořili naprostou většinu obyvatel v Gita Židé - cca 200 osob (včetně statistické kategorie "ostatní", která zahrnuje nearabské obyvatele židovského původu ale bez formální příslušnosti k židovskému náboženství, cca 300 osob).
Jde o menší sídlo vesnického typu s dlouhodobě mírně rostoucí populací. K 31. prosinci 2014 zde žilo 266 lidí. Během roku 2014 populace klesla o 3,3 %.
| Rok            | 1983 | 1995 | 2001 | 2003 | 2004 | 2005 | 2006 | 2007 | 2008 | 2009 | 2010 | 2011 | 2012 | 2013 | 2014 |
| -------------- | ---- | ---- | ---- | ---- | ---- | ---- | ---- | ---- | ---- | ---- | ---- | ---- | ---- | ---- | ---- |
| Počet obyvatel | 51   | 194  | 214  | 219  | 225  | 222  | 202  | 217  | 236  | 244  | 251  | 262  | 284  | 275  | 266  |